# 陳士啓
陳 士啓（ちん しけい、1366年 - 1431年）は、明代の官僚。名は雷、字は士啓で、字をもって通称された。またの字は震之。本貫は吉州泰和県。

## 生涯
陳煥章の子として生まれた。父が誣告を受けて遼東に流されると、士啓はこれに従った。1404年（永楽2年）、進士に及第し、翰林院庶吉士に任じられた。『永楽大典』の編纂に参加した。礼部祠祭郎中に抜擢された。礼部尚書の呂震が気難しく、属吏はみな呂震を敬遠していたが、士啓は謹直に仕え、ひとり呂震につき従うことも少なくなかった。
1414年（永楽12年）3月、士啓は山東右参政に転じた。行政の実務に専念し、徴税や徭役を監督した。青州で飢饉があり、食糧の振恤を求める上疏をおこなった。
1420年（永楽18年）、士啓は唐賽児の乱のために責任を問われて獄に下され、数カ月後、釈放されて職に復帰した。1426年（宣徳元年）、漢王朱高煦が反乱を計画すると、士啓は青州から北京に駆けつけて朝廷に報告した。朱高煦が捕らえられると、士啓は薛禄・張本に従って漢王の旧部下を記録し、人民を安撫した。事後処理が終わると、山東の軍籍の清理を命じられた。1431年（宣徳6年）8月4日、在官のまま死去した。享年は66。